# 刘宪 (乐浪太守)
劉憲（？—25年），中国东汉時代初期政治人物。
汉武帝元封三年（前108年），中国漢朝击灭卫氏朝鲜，在朝鮮半島設置乐浪郡。劉憲应为更始帝时派遣的乐浪郡太守。东汉建武元年（公元25年），更始帝失败後，乐浪郡漢族系豪族王调作乱，自称大将军、乐浪太守。王調杀害劉憲，据郡不服东汉朝廷。六年后，汉光武帝命王遵率兵遠征乐浪郡，王闳（王景之父）杀死王调迎王遵。